# Sportclub Preußen 06 Münster 2004-2005
Questa voce raccoglie le informazioni riguardanti lo Sportclub Preußen 06 Münster nelle competizioni ufficiali della stagione 2004-2005.

## Stagione
Nella stagione 2004-2005 il Preussen Münster, allenato da Hans-Werner Moors, concluse il campionato di Regionalliga nord all'11º posto.

## Rosa
| N. |                     | Ruolo | Calciatore        |
| -- | ------------------- | ----- | ----------------- |
| 1  | Germania (bandiera) | P     | Frederik Gößling  |
| 2  | Germania (bandiera) | C     | Alexander Leifeld |
| 3  | Germania (bandiera) | D     | Ferry Manteufel   |
| 4  | Senegal (bandiera)  | D     | Adama Niang       |
| 5  | Germania (bandiera) | D     | Mario Neunaber    |
| 6  | Germania (bandiera) | D     | Matthias Rose     |
| 7  | Germania (bandiera) | C     | Jörn Heineke      |
| 8  | Germania (bandiera) | C     | Oliver Logermann  |
| 9  | Germania (bandiera) | A     | Sören Seidel      |
| 12 | Germania (bandiera) | A     | Carsten Gockel    |
| 13 | Germania (bandiera) | C     | Jens Bäumer       |
| 16 | Germania (bandiera) | P     | André Poggenborg  |

| N. |                     | Ruolo | Calciatore      |
| -- | ------------------- | ----- | --------------- |
| 17 | Germania (bandiera) | A     | Steffen Bury    |
| 18 | Germania (bandiera) | A     | Tino Milde      |
| 19 | Germania (bandiera) | C     | Stephan Brox    |
| 20 | Germania (bandiera) | C     | Tobias Schäper  |
| 21 | Germania (bandiera) | C     | Cihan Yilmaz    |
| 22 | Germania (bandiera) | D     | Oliver Beer     |
| 23 | Germania (bandiera) | D     | Arne Tammen     |
| 27 | Germania (bandiera) | D     | Peter Schyrba   |
| 29 | Germania (bandiera) | A     | Marcus Fischer  |
| 30 | Germania (bandiera) | C     | Stephan Küsters |
| 33 | Italia (bandiera)   | A     | Giancarlo Fiore |
|    | Scozia (bandiera)   | C     | Robin Paton     |

## Organigramma societario
Area tecnica
- Allenatore: Hans-Werner Moors
- Allenatore in seconda: Bernd Heemsoth
- Preparatore dei portieri:
- Preparatori atletici:
- Analisi video:

## Calciomercato

### Sessione estiva
| Acquisti | Acquisti         | Acquisti              | Acquisti |
| R.       | Nome             | da                    | Modalità |
| -------- | ---------------- | --------------------- | -------- |
| D        | Björn Boller     | SV Wilhelmshaven      |          |
| A        | Marcus Fischer   | Bochum II             |          |
| C        | Oliver Logermann | Borussia Dortmund U19 |          |
| D        | Mario Neunaber   | Sachsen Lipsia        |          |
| D        | Matthias Rose    | Holstein Kiel         |          |
| A        | Sören Seidel     | Holstein Kiel         |          |
| A        | Mehmet Şirin     | Køge BK               |          |
| D        | Arne Tammen      | Osnabrück             |          |
| D        | Nico Vanek       | Verl                  |          |

| Cessioni | Cessioni             | Cessioni         | Cessioni |
| R.       | Nome                 | a                | Modalità |
| -------- | -------------------- | ---------------- | -------- |
| A        | Marco Antwerpen      | Schalke 04 II    |          |
| C        | Christian Bienemann  | Eintracht Rheine |          |
| D        | Wilken Harf          | 1. FC Gievenbeck |          |
| C        | Martin Hauswald      | Union Berlino    |          |
| C        | Pellegrino Matarazzo | Wehen Wiesbaden  |          |
| D        | Roy Nischkowsky      | Arminia Hannover |          |
| C        | Thomas Piorunek      | Holstein Kiel    |          |

### Sessione invernale
| Acquisti | Acquisti     | Acquisti      | Acquisti |
| R.       | Nome         | da            | Modalità |
| -------- | ------------ | ------------- | -------- |
| A        | Steffen Bury | First Vienna  |          |
| D        | Oliver Beer  | Ingolstadt 04 |          |
| C        | Cihan Yilmaz | LR Ahlen      |          |

| Cessioni | Cessioni       | Cessioni             | Cessioni |
| R.       | Nome           | a                    | Modalità |
| -------- | -------------- | -------------------- | -------- |
| D        | Nico Vanek     | Kleve                |          |
| A        | Mehmet Şirin   | Arminia Bielefeld II |          |
| C        | Fabrizio Hayer | Jahn Ratisbona       |          |
| D        | Björn Boller   | SV Wilhelmshaven     |          |

## Risultati

### Regionalliga

#### Girone di andata
| Arbitro: | Frank |

|             |           |  |
| Fischer 74’ | Marcatori |  |

| Arbitro: | Grudzinski |

|                                     |           |  |
| J.Zimmermann 4’ Bugri 45’ Kampf 83’ | Marcatori |  |

| Arbitro: | Stachowiak |

|             |           |  |
| Schäper 89’ | Marcatori |  |

| Arbitro: | Kasper |

|           |           |           |
| Pekrul 6’ | Marcatori | 19’ Hayer |

| 25 agosto 2004 5ª giornata |  | – turno di riposo |  |  |

| Arbitro: | Bornhöft |

|  |           |                                            |
|  | Marcatori | 24’ Celikovic 68’ Kuru 71’, 76’, 87’ Fuchs |

| Arbitro: | Kuhl |

|            |           |             |
| Mandel 57’ | Marcatori | 87’ Fischer |

| Arbitro: | Otte |

|            |           |                           |
| Seidel 70’ | Marcatori | 30’ (rig.) Gruev 66’ Heun |

| Arbitro: | Borsch |

|               |           |            |
| Salihović 53’ | Marcatori | 20’ Tammen |

| Arbitro: | Steinhaus-Webb |

|                                        |           |           |
| Tammen 44’, 45’ Küsters 54’ Gockel 84’ | Marcatori | 6’ Kohout |

| Arbitro: | Jauch |

|                                           |           |           |
| Tornieporth 17’ Boy 79’ Breitenreiter 81’ | Marcatori | 9’ Gockel |

| Arbitro: | Bornhorst |

|                                                |           |           |
| Tammen 39’ Küsters 56’ Fischer 82’ (rig.), 90’ | Marcatori | 24’ Tosun |

| Osnabrück 16 ottobre 2004, ore 14:00 CEST 13ª giornata | Osnabrück | 0 – 0 referto | Preußen Münster | Osnatel Arena (11 000 spett.)\| Arbitro: \| Bornhöft \| |
| Arbitro:                                               | Bornhöft  |               |                 |                                                         |

| Arbitro: | Metzger |

|             |           |                                            |
| Küsters 28’ | Marcatori | 57’ Haas 60’ Hampel 75’ Baich 90’ Adewunmi |

| Arbitro: | Kuhl |

|                                  |           |                  |
| Akbel 37’ Morena 41’ Bounoua 76’ | Marcatori | 25’, 55’ Fischer |

| Münster 6 novembre 2004, ore 14:00 CET 16ª giornata | Preußen Münster | 0 – 0 referto | Union Berlino | Preußenstadion (2 300 spett.)\| Arbitro: \| Grudzinski \| |
| Arbitro:                                            | Grudzinski      |               |               |                                                           |

| Arbitro: | Zwayer |

|                                  |           |                     |
| Schüßler 27’ Cartus 62’ Löbe 68’ | Marcatori | 75’ Şirin 82’ Milde |

| Arbitro: | Metzen |

|                      |           |  |
| Hayer 7’ Fischer 30’ | Marcatori |  |

| Arbitro: | Schößling |

|          |           |                       |
| Saka 15’ | Marcatori | 48’ Schäper 69’ Milde |

#### Girone di ritorno
| Arbitro: | Thielert |

|                           |           |  |
| Policella 82’ Podszus 89’ | Marcatori |  |

| Arbitro: | Borsch |

|             |           |                             |
| Schäper 64’ | Marcatori | 31’ Doğan 68’ (rig.) Kullig |

| Chemnitz 19 febbraio 2005, ore 14:00 CET 22ª giornata | Chemnitz | 0 – 0 referto | Preußen Münster | Stadion an der Gellertstraße (2 510 spett.)\| Arbitro: \| Kuhl \| |
| Arbitro:                                              | Kuhl     |               |                 |                                                                   |

| Münster 25 febbraio 2005, ore 19:30 CET 23ª giornata | Preußen Münster | 0 – 0 referto | Werder Brema II | Preußenstadion (2 450 spett.)\| Arbitro: \| Schempershauwe \| |
| Arbitro:                                             | Schempershauwe  |               |                 |                                                               |

| 5 aprile 2005 24ª giornata |  | – turno di riposo |  |  |

| Arbitro: | Schößling |

|                        |           |                   |
| Kuru 12’, 69’ Graf 41’ | Marcatori | 79’ (rig.) Tammen |

| Arbitro: | Metzen |

|                           |           |  |
| Bäumer 32’, 42’ Milde 62’ | Marcatori |  |

| Arbitro: | Anklam |

|          |           |                                    |
| Heun 69’ | Marcatori | 33’ Fiore 54’ Küsters 85’ Neunaber |

| Arbitro: | Seemann |

|                      |           |                                               |
| Tammen 13’ Milde 71’ | Marcatori | 3’ Kretschmer 39’, 50’, 86’ Dejagah 55’ Samba |

| Arbitro: | Jauch |

|               |           |  |
| Stuckmann 74’ | Marcatori |  |

| Arbitro: | Bippen |

|          |           |  |
| Milde 4’ | Marcatori |  |

| Arbitro: | Stachowiak |

|            |           |                      |
| Bröker 84’ | Marcatori | 25’ Fiore 64’ Seidel |

| Arbitro: | Kuhl |

|                        |           |                                       |
| Neunaber 27’ Fiore 48’ | Marcatori | 42’ Reichenberger 52’ (rig.) Feldhoff |

| Arbitro: | Rosenkranz |

|           |           |  |
| Baich 19’ | Marcatori |  |

| Arbitro: | Henschel |

|                      |           |  |
| Milde 56’ Seidel 67’ | Marcatori |  |

| Arbitro: | Metzen |

|          |           |  |
| Rath 19’ | Marcatori |  |

| Arbitro: | Grudzinski |

|                           |           |                             |
| Milde 29’, 79’ Gockel 90’ | Marcatori | 18’, 43’ Löbe 90’ Schachten |

| Arbitro: | Winkmann |

|                    |           |                                 |
| Şirin 25’ Rump 80’ | Marcatori | 4’ Milde 15’ Bäumer 81’ Küsters |

| Arbitro: | Rafati |

|                                                |           |                                                                    |
| Seidel 9’ Schäper 59’ Rose 71’ Yilmaz 79’, 85’ | Marcatori | 39’ Kruska 42’ (rig.) Sağlık 57’ Odonkor 84’ Çalışkan 89’ Seggewiß |

## Statistiche

### Statistiche di squadra
| Competizione      | Punti | In casa | In casa | In casa | In casa | In casa | In casa | In trasferta | In trasferta | In trasferta | In trasferta | In trasferta | In trasferta | Totale | Totale | Totale | Totale | Totale | Totale | DR |
| Competizione      | Punti | G       | V       | N       | P       | Gf      | Gs      | G            | V            | N            | P            | Gf           | Gs           | G      | V      | N      | P      | Gf     | Gs     | DR |
| ----------------- | ----- | ------- | ------- | ------- | ------- | ------- | ------- | ------------ | ------------ | ------------ | ------------ | ------------ | ------------ | ------ | ------ | ------ | ------ | ------ | ------ | -- |
| Regionalliga nord | 46    | 18      | 8       | 5       | 5       | 33      | 30      | 18           | 4            | 5            | 9            | 19           | 28           | 36     | 12     | 10     | 14     | 52     | 58     | -6 |
| Totale            | 46    | 18      | 8       | 5       | 5       | 33      | 30      | 18           | 4            | 5            | 9            | 19           | 28           | 36     | 12     | 10     | 14     | 52     | 58     | -6 |

### Andamento in campionato
| Giornata  | 1 | 2  | 3 | 4 | 5  | 6  | 7  | 8  | 9  | 10 | 11 | 12 | 13 | 14 | 15 | 16 | 17 | 18 | 19 | 20 | 21 | 22 | 23 | 24 | 25 | 26 | 27 | 28 | 29 | 30 | 31 | 32 | 33 | 34 | 35 | 36 | 37 | 38 |
| --------- | - | -- | - | - | -- | -- | -- | -- | -- | -- | -- | -- | -- | -- | -- | -- | -- | -- | -- | -- | -- | -- | -- | -- | -- | -- | -- | -- | -- | -- | -- | -- | -- | -- | -- | -- | -- | -- |
| Luogo     | C | T  | C | T |    | C  | T  | C  | T  | C  | T  | C  | T  | C  | T  | C  | T  | C  | T  | T  | C  | T  | C  |    | T  | C  | T  | C  | T  | C  | T  | C  | T  | C  | T  | C  | T  | C  |
| Risultato | V | P  | V | N |    | P  | N  | P  | N  | V  | P  | V  | N  | P  | P  | N  | P  | V  | V  | P  | P  | N  | N  |    | P  | V  | V  | P  | P  | V  | V  | N  | P  | V  | P  | N  | V  | N  |
| Posizione | 3 | 10 | 2 | 7 | 11 | 13 | 13 | 14 | 14 | 11 | 13 | 12 | 12 | 12 | 12 | 14 | 14 | 11 | 11 | 12 | 13 | 13 | 12 | 14 | 16 | 15 | 12 | 14 | 15 | 14 | 13 | 13 | 13 | 11 | 12 | 12 | 12 | 11 |

Legenda:

Luogo: C = Casa; T = Trasferta. Risultato: V = Vittoria; N = Pareggio; P = Sconfitta.

### Statistiche dei giocatori
| O. Beer          | 16 | 0 | 3 | 0 |
| S. Brox          | 0  | 0 | 0 | 0 |
| S. Bury          | 9  | 0 | 1 | 0 |
| J. Bäumer        | 36 | 3 | 2 | 0 |
| G. Fiore         | 28 | 3 | 2 | 0 |
| M. Fischer       | 19 | 7 | 2 | 0 |
| C. Gockel        | 21 | 3 | 5 | 0 |
| F. Gößling       | 26 | 0 | 1 | 0 |
| F. Hayer         | 19 | 2 | 6 | 0 |
| J. Heineke       | 22 | 0 | 5 | 0 |
| S. Küsters       | 31 | 5 | 7 | 0 |
| A. Leifeld       | 2  | 0 | 0 | 0 |
| O. Logermann     | 2  | 0 | 0 | 0 |
| F. Manteufel     | 0  | 0 | 0 | 0 |
| T. Milde         | 30 | 9 | 4 | 1 |
| M. Neunaber      | 29 | 2 | 7 | 0 |
| A. Niang         | 20 | 0 | 5 | 1 |
| R. Paton         | 2  | 0 | 0 | 0 |
| A. Poggenborg    | 10 | 0 | 0 | 0 |
| M. Rose          | 19 | 1 | 3 | 0 |
| P. Schyrba       | 32 | 0 | 7 | 0 |
| T. Schäper       | 33 | 4 | 7 | 0 |
| S. Seidel        | 27 | 4 | 4 | 0 |
| C. Stark-Charles | 1  | 0 | 0 | 0 |
| A. Tammen        | 35 | 6 | 2 | 1 |
| N. Vanek         | 6  | 0 | 1 | 1 |
| C. Yilmaz        | 15 | 2 | 1 | 0 |
| M. Şirin         | 13 | 1 | 0 | 0 |